# Somodi Ferenc (ökölvívó)
Somodi Ferenc (Tatabánya, 1955. december 29. – Tatabánya, 2014. augusztus 29.) amatőr Európa-bajnok magyar ökölvívó. Beceneve Soma volt.

## Élete és pályafutása
1979-ben a Kölnben megrendezett amatőr Európa-bajnokságon ezüstérmet szerzett a szupernehézsúlyú kategóriában, miután a döntőben 0–5-re kikapott a nyugatnémet Peter Hussingtól. 1985-ben a budapesti amatőr Európa-bajnokságon a döntőben 4–1-es pontozással legyőzte a szovjet Vjacseszlav Jakovlevet, amivel megszerezte az aranyérmet a szupernehézsúlyúak között. Később így emlékezett vissza a bajnoki évre: „[19]85 volt karrierem legjobb éve. […] A Jakovlev elleni döntő máig csodálatos élmény számomra”.
1979-ben, 1980-ban, valamint 1982 és 1984 között összesen ötször szerzett aranyérmet a magyar bajnokságokon. 1979-ben és 1985-ben neki ítélték az év magyar ökölvívója címet. Az aktív ökölvívástól 1987-ben vonult vissza. Életének utolsó éveiben rokkantnyugdíjasként élt. Ötvennyolc éves korában hunyt el rákban, halálát 2014. szeptember 1-jén jelentették be.

## Díjai, elismerései
- Az év magyar ökölvívója (1985)